# Acilación de Kostanecki
La acilación de Kostanecki es un método utilizado en síntesis orgánica para formar cromonas o cumarinas por acilación de o-hidroxifenonas con anhídridos de ácidos alifáticos.:

## Mecanismo
El mecanismo consiste en tres reacciones sucesivas: